# Olympische Zwischenspiele 1906/Leichtathletik – 3000 m Gehen (Männer)
Das 3000-Meter-Bahngehen der Männer bei den Olympischen Zwischenspielen 1906 in Athen wurde am 1. Mai 1906 im Panathinaiko-Stadion ausgetragen. Der Wettkampf wurde kurzfristig angesetzt, um nach dem unbefriedigenden Ablauf des Gehens über die halbe Distanz einen würdigen Wettkampf in dieser Disziplin zu haben.

## Ergebnisse
| Platz | Athlet                  | Land           | Zeit (min) |
| ----- | ----------------------- | -------------- | ---------- |
| 1     | György Sztantics        | Ungarn         | 15:13,2    |
| 2     | Hermann Müller          | Deutschland    | 15:20,0    |
| 3     | Georgios Saridakis      | Griechenland   | 15:33,0    |
| 4     | Pantelis Ektoros        | Griechenland   | k. A.      |
| 5     | Ioannis Panagoulopoulos | Griechenland   | k. A.      |
|       | Konstantinos Spetsiotis | Griechenland   | DSQ        |
|       | Robert Wilkinson        | Großbritannien | DSQ        |
|       | Eugen Spiegler          | Österreich     | DSQ        |

Es wiederholte sich der unschöne Ausgang des 1500-Meter-Gehens vom Vortag. Erneut wurden Wilkinson und Spiegler disqualifiziert, als sie auf der Zielgeraden ins Laufen übergingen. Im Falle von Spetsiotis widersprechen sich die Quellen darüber, ob auch er disqualifiziert wurde oder das Gehen regulär als Sechster beendete.